# Henryk Baranowski
Henryk Baranowski (9 février 1943 - 27 juillet 2013) est un metteur en scène, acteur, scénographe, dramaturge, scénariste et poète polonais. Il est surtout connu pour son rôle principal dans le téléfilm Décalogue I réalisé par Krzysztof Kieślowski, et est également apparu comme le frère de Rosa Josef dans Rosa Luxemburg, réalisé par Margarethe von Trotta, et comme Napoléon dans Pan Tadeusz, réalisé par Andrzej Wajda. Il dirige plus de 60 productions de théâtre et d'opéra en Europe, en Russie et aux États-Unis et est directeur artistique du Teatr Śląski (théâtre de Silésie) à Katowice au milieu des années 2000. Il réalise également quatre productions de théâtre télévisé : ...yes I will Yes (1992, adapté d'Ulysse de James Joyce), For Phaedra (1998), Saint Witch (2003), et La nuit est la mère du jour (2004).

## Jeunesse
Le père de Baranowski, Stanisław Baranowski, est un chef d'orchestre et violoniste reconnu de l'Orchestre philharmonique de Lviv, et sa mère Irena (née Filbert) est la fille d'un officier de l'armée tsariste à Kharkov. Ils se rencontrent pendant la Seconde Guerre mondiale après que le père soit transféré à l'opéra de Kharkov à la suite de la bataille de Lwów en 1939. En 1942, le couple tente de quitter la région déchirée par la guerre pour s'installer à Cracovie, mais n'atteint que Ternopil. Cet automne-là, le père est tué par des membres des Banderites alors qu'il cherche de la nourriture. Henryk naît à Ternopil le 9 février 1943, quatre mois après la mort de son père.
En 1944, la famille Baranowski est déportée en Allemagne pour travailler dans un camp de travail près de Brême, où elle reste pendant la dernière année de la guerre. Ils restent dans la zone d'occupation américaine pendant trois ans, puis déménagent d'abord à Kliczków en Basse-Silésie puis à Bolesławiec.
Baranowski étudie les mathématiques à l'Université de Wrocław et obtient un diplôme de philosophie à l'Université de Varsovie (1968) et le Département de mise en scène à l'École nationale de théâtre de Varsovie (1973).

## Théâtre
Baranowski fait ses débuts de réalisateur en 1973 au Théâtre Ateneum de Varsovie avec Les Bonnes de Jean Genet, et dirige ensuite plusieurs productions dans des théâtres en Pologne, dont Man and Wife d'Aleksander Fredro au Teatr im. W. Bogusławski à Kalisz ; Quatre d'entre eux de Gabriela Zapolska au Baltic Drama Theatre de Koszalin ; Les Revenants de Henrik Ibsen et Offending the Audience de Peter Handke au Teatr Polski à Bydgoszcz ; Hello and Goodbye d'Athol Fugard, Le Château de Franz Kafka, Princess Ivona de Witold Gombrowicz et Forefather's Eve d'Adam Mickiewicz au Théâtre Jaracza à Olsztyn ; L'École des Femmes de Molière au Teatr Polski de Poznań ; et Long Day's Journey into Night d'Eugene O'Neill et Totenhorn de Kazimierz Truchanowski au Teatr Śląski (Théâtre de Silésie) à Katowice.
Lors de la soirée d'ouverture de Totenhorn, les responsables du Parti communiste présents sont sortis et le gouvernement arrête la production le lendemain. Une conférence littéraire a lieu à proximité, et les scénaristes de la pièce organisent une pétition qui permet d'annuler la décision. Baranowski monte une dernière production en Pologne – Le Procès de Kafka au Palais de la Culture et de la Science à Varsovie – avant de quitter le pays.
Baranowski émigre alors à Berlin-Ouest en 1980 et se fait connaître sur la scène du Freie Theater de la ville, cofondant la compagnie et l'école de théâtre TransformTheater Berlin et le Séminaire international de mise en scène au Künstlerhaus Bethanien avec la cinéaste suisse Bettina Wilhelm.
Les adaptations théâtrales de Baranowski d'œuvres de Joyce, Kafka et Dostoïevski ont constitué le cœur du répertoire du TransformTheater Berlin. Les premières années, il monte ses productions à Berlin, mais une fois institutionnalisée la fondation de Solidarité et le retour d'une certaine liberté, il retourne travailler en Pologne. Parallèlement, il commence à travailler dans des théâtres régionaux en Allemagne et à l'étranger. Ses productions sont présentées au Hebbel am Ufer de Berlin, à la Fondation Gulbenkian de Lisbonne, au Mittelfest en Italie, au Festival européen de théâtre de Cracovie et dans de nombreux autres festivals et lieux en Pologne, en Allemagne, en Russie, en Italie, en Norvège et aux États-Unis. Au milieu des années 1990, il déménage dans une maison à Brwinów, une banlieue de Varsovie.
Baranowski fait ses débuts en anglais avec le Peepshow de George Tabori à Chicago en 1991, qui remporte le prix Joseph Jefferson du meilleur ensemble. Il dirige ensuite un certain nombre d'autres productions aux États-Unis à New York, Las Vegas et Knoxville, Tennessee. En mai 2001, il fait ses débuts en tant que réalisateur au Royaume-Uni avec une adaptation de L'Idiot de Fiodor Dostoïevski, produit par The Playground aux Riverside Studios de Londres.
La production 2009 de Baranowski de Loneliness on the Net, adaptée du roman de Janusz Leon Wiśniewski, est restée au programme de la scène principale de 837 places de la Baltic House à Saint-Pétersbourg, en Russie, tout au long de la saison 2017/18, près d'une décennie après sa première.

## Opéra
Plus tard dans sa carrière, l'attention de Baranowski s'est tournée de plus en plus vers l'opéra. Sa production de Akhnaten de Philip Glass pour le Teatr Wielki à Łodzi remporte un Bateau d'argent pour la meilleure production et un Masque d'or pour le meilleur réalisateur. Sa mise en scène de La vie avec un idiot d'Alfred Schnittke dans une coproduction du Novosibirsk State Academic Opera and Ballet Theatre et Hahn Produktion à Berlin a remporté trois prix Masque d'or russe, dont celui de la meilleure production.